# Xuân Tân (phường)
Xuân Tân là một phường thuộc thành phố Long Khánh, tỉnh Đồng Nai, Việt Nam.

## Địa lý
Phường Xuân Tân nằm ở phía nam thành phố Long Khánh, có vị trí địa lý:
- Phía đông giáp huyện Xuân Lộc
- Phía tây giáp phường Bàu Sen
- Phía nam giáp xã Hàng Gòn
- Phía bắc giáp các phường Phú Bình và Xuân Hòa.

Phường có diện tích 10,63 km², dân số năm 2018 là 10.866 người, mật độ dân số đạt 1.022 người/km².

## Lịch sử
Sau năm 1975, Xuân Tân là một xã thuộc huyện Xuân Lộc.
Ngày 17 tháng 1 năm 1984, Hội đồng Bộ trưởng ban hành Quyết định 12-HĐBT. Theo đó, chia xã Xuân Tân thành hai xã Xuân Tân và Xuân Mỹ.
Ngày 10 tháng 4 năm 1991, huyện Xuân Lộc được chia thành hai huyện Xuân Lộc và Long Khánh, xã Xuân Tân chuyển sang trực thuộc huyện Long Khánh.
Năm 1994, xã Xuân Tân được chia thành 3 xã: Xuân Tân, Xuân Thanh và Nhân Nghĩa.
Ngày 21 tháng 8 năm 2003, Chính phủ ban hành Nghị định số 97/2003/NĐ-CP. Theo đó, xã Xuân Tân trực thuộc thị xã Long Khánh mới thành lập.
Ngày 10 tháng 4 năm 2019, Ủy ban Thường vụ Quốc hội ban hành Nghị quyết số 673/NQ-UBTVQH14 (nghị quyết có hiệu lực từ ngày 1 tháng 6 năm 2019). Theo đó, thành lập phường Xuân Tân trên cơ sở toàn bộ 10,63 km² diện tích tự nhiên và 10.866 người của xã Xuân Tân, đồng thời chuyển thị xã Long Khánh thành thành phố Long Khánh thuộc tỉnh Đồng Nai.

## Hành chính
Phường Xuân Tân được chia thành 3 khu phố: Cẩm Tân, Nông Doanh, Tân Phong.